# Grosset & Dunlap
Pour les articles homonymes, voir Grosset.
Grosset & Dunlap est une maison d'édition américaine fondée en 1898 par George T. Grosset et Alexander Dunlap.
Grosset & Dunlap a été achetée en 1982 par G. P. Putnam's Sons, qui est à son tour devenu une filiale du Penguin Group en 1996.
Historiquement, Grosset & Dunlap s'est d'abord fait connaître pour ses Photoplay editions (en), c'est-à-dire des livres de fiction illustrés par des photos issues des films qui avaient été adaptés des œuvres en question, mais aussi pour ses séries de romans pour la jeunesse comme Les Frères Hardy, Alice Roy, The Bobbsey Twins, Tom Swift ou Cherry Ames. 
Grosset & Dunlap continue d'être une maison d'édition spécialisée dans les romans pour la jeunesse, avec des séries plus récentes comme Katie Kazoo (en) ou Camp Confidential (en).

## Séries publiées par Grosset & Dunlap
- Alice (1930-)
- Beverly Gray (1934–1955)
- Bomba, the Jungle Boy (1926–1938)
- The Bobbsey Twins (1904-1979)
- Buddy Books for Boys
- Camp Confidential
- Cherry Ames (1943–1968)
- Chip Hilton (1948–1966)
- Chris Cool (1967–1969)
- Hal Keen
- Hank Zipzer (2003-)
- Les Frères Hardy (1927 et 1979)
- Judy Bolton (1932–1967)
- Ken Holt (1949–1963)
- Lone Ranger (1936–1956)
- Pee-wee Harris (1915-)
- Rick Brant (1947–1968)
- Roy Blakeley
- Signature Biographies
- Skippy Dare
- Les Sœurs Parker (1934–1979)
- Tom Corbett Space Cadet (1952–1956)
- Tom Slade
- Tom Swift (1910–1941)
- Tom Swift, Jr. (1954–1971)
- Tom Quest (1947–1955)
- Westy Martin
- We Were There (1955–1963)
- Who Was...? (2002-)